# 荒勝文策
荒勝文策（日语：／ Arakatsu Bunsaku ?，1890年3月25日—1973年6月25日），日本高能物理學家。他出生於日本兵庫縣印南郡，畢業於東京高等師範學校數物化學科，為京都帝國大學理學部物理學博士。他也曾短暫留學德國，跟隨阿爾伯特·愛因斯坦進行研究:4。
1928年，荒勝文策出任臺北帝國大學首任物理學講座教授。他領導建造直線粒子加速器，於臺灣做出亞洲第一次人工擊破原子核實驗:102:21。1936年，他轉任京都帝國大學教授，並曾吸引湯川秀樹回母校旁聽其課程。後者於1949年成為日本首位諾貝爾物理學獎得主:108。二戰期間，荒勝文策曾為大日本帝國海軍的原子能研究計畫服務，並於其後不久成為京都大學名譽教授。他在二戰後期被委任調查廣島市原子彈爆炸的受害區域，以了解原子彈的影響力，其調查報告數據之精確震驚世界。
聯合國軍最高司令官總司令部（GHQ）於戰後下令拆除京都大學荒勝研究室的迴旋加速器，使大量荒勝文策的報告與其製作的儀器因此而流失。該次拆除行動也引來國際的批評:116。此外，中華民國國民政府為發展核子技術，曾派遣教育部次長前往日本訪問荒勝文策等人，希望他們能協助發展原子科學研究，然未成功。荒勝文策於晚年曾參與創辦私立的甲南大學，並成為其首任校長:575。1973年，他於神戶市逝世，享壽83歲。

## 生平

### 早期

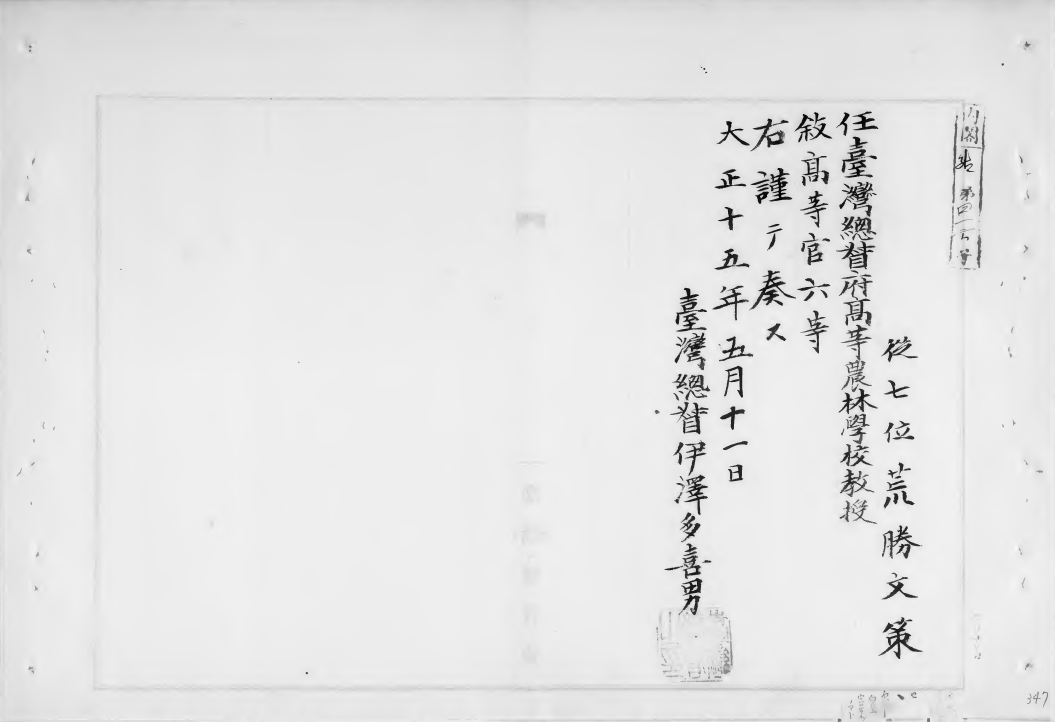
荒勝文策獲聘任為臺灣總督府高等農林學校教授之公文。

荒勝文策1890年（明治23年）3月25日出生於日本兵庫縣印南郡的一個小漁村，生父為長田重（日语：長田しげ）。在童年時期，他成為了赤穗郡的荒勝得次的養子。荒勝家經營著將當地盛產的鹽運往大阪的船運業，夫妻倆僅接受過寺子屋式的教育，但對他們的孩子非常信賴與尊重:6,7。
小時候的荒勝文策經常在山裡狩獵綠繡眼和鶯，在海邊和魚類貝類玩耍。雖然難免會遭父母責罵，但他和父母親之間的關係是相互尊重的:7。
在從御影師範學校與東京高等師範学校畢業後，荒勝文策一度在佐賀縣擔任教職，後來在1915年選擇進入京都帝国大学物理学系就讀:574:7。1918年（大正7年）7月，荒勝文策從京都帝国大学物理学系畢業，並旋即擔任該校講師。當年正逢舊量子論的全盛時代，他在畢業後便開始使用X射線來進行原子結構的研究:5。1921年8月，荒勝文策升任助理教授，並於兩年後的4月轉任甲南高等學校教授。
後來到了1926年6月，他被臺灣總督府選上，任命為臺灣總督府高等農林學校（爾後併入臺北帝國大學）的教授。不過在此時，荒勝文策並未直接就職，而是以臺灣總督府在外研究員的身分，前往歐洲留學直到1928年10月。
在這段期間，他曾經短暫留學於德國的柏林大學（今柏林洪堡大學），跟隨阿爾伯特·愛因斯坦作研究，爾後並自認受到他很大的影響:97。後來他到瑞士蘇黎世聯邦理工學院師從保羅·謝樂，並進行有關鋰原子中自由電子分布的研究:574。在此之後，荒勝文策到英國劍橋大學卡文迪西實驗室，師從約瑟夫·湯姆森、歐尼斯特·拉塞福、詹姆斯·查德威克等人共二年半的時間:574。此外，在這段期間，荒勝文策也於1928年8月獲得京都帝国大学理學博士學位。在歐洲的留學經驗，也使原先立志從事理論物理研究的荒勝文策，對核物理實驗產生相當大的興趣:97。

### 臺北帝國大學時期

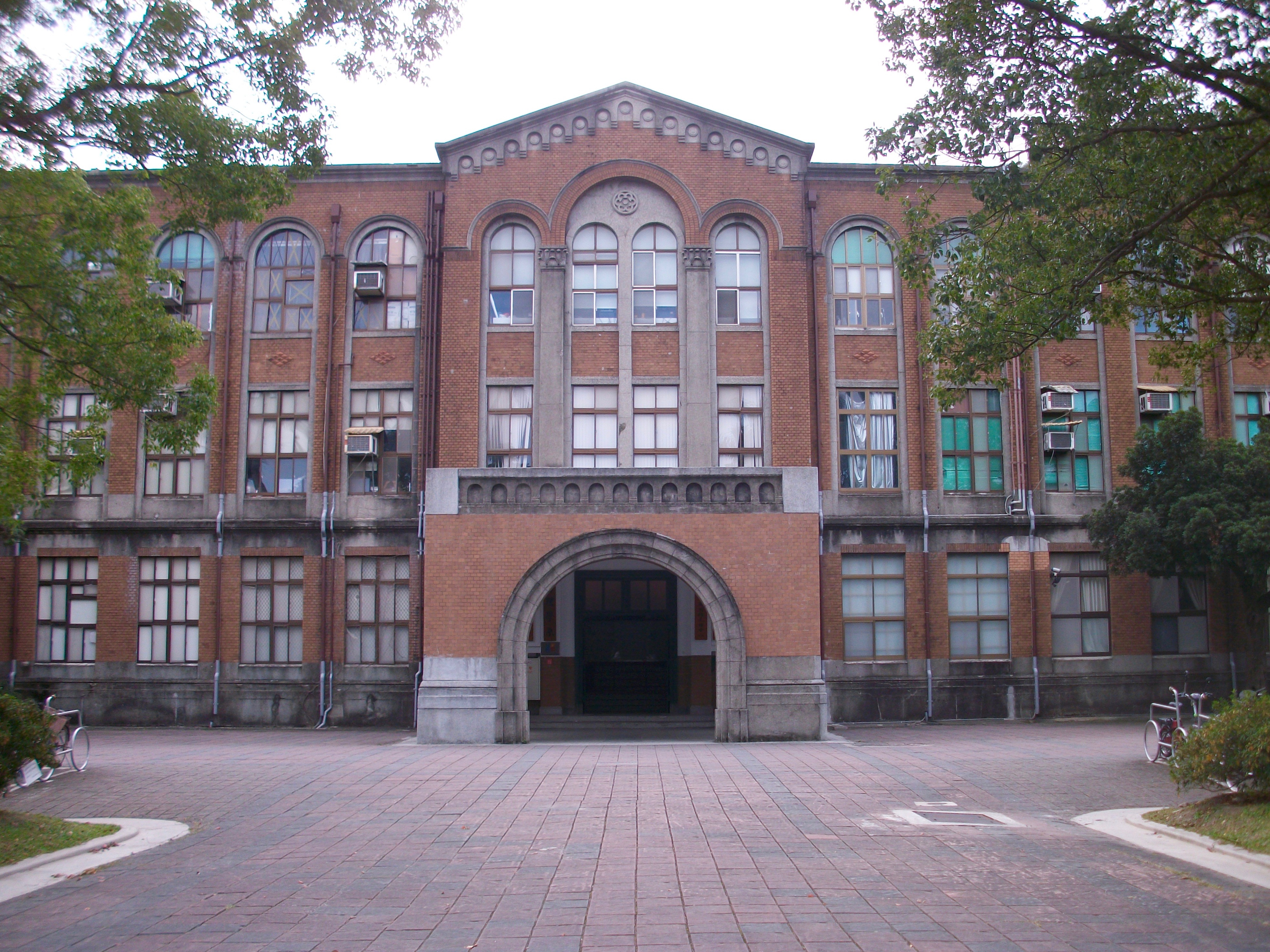
建成於1931年（昭和6年）5月3日的臺北帝國大學理化學教室校舍，即臺大二號館，物理學講座即設於其中。內有臺大物理文物廳，即為當年荒勝文策建造加速器處。

荒勝文策於1928年（昭和3年）12月成為臺北帝國大學物理學講座的首任教授，並開設普通物理與原子論等相關課程:128。就任後的他最初著手於氫原子光譜的相關研究:6。在1932年4月《自然》雜誌裏有一篇論文專門描述英國劍橋大學卡文迪西實驗室怎樣用考克饶夫-瓦尔顿加速器製造快速質子來促成鋰蛻變。在閱讀這篇論文之後，他向助手木村毅一說：「這是個大變動之事，我們也來試看看吧！」:101於是荒勝文策立即決定改變研究方針，投入物理學講座全部資源，建造直線粒子加速器以追試此實驗:101:574。當時日本本土另有兩個實驗室作同樣的原子核實驗：一個是東京理化學研究所的仁科芳雄研究團隊，另一個是大阪大學的菊池正士研究團隊。荒勝文策在臺灣的研究團隊資源最少，設備最差，而且人是最少的，僅四人:106。

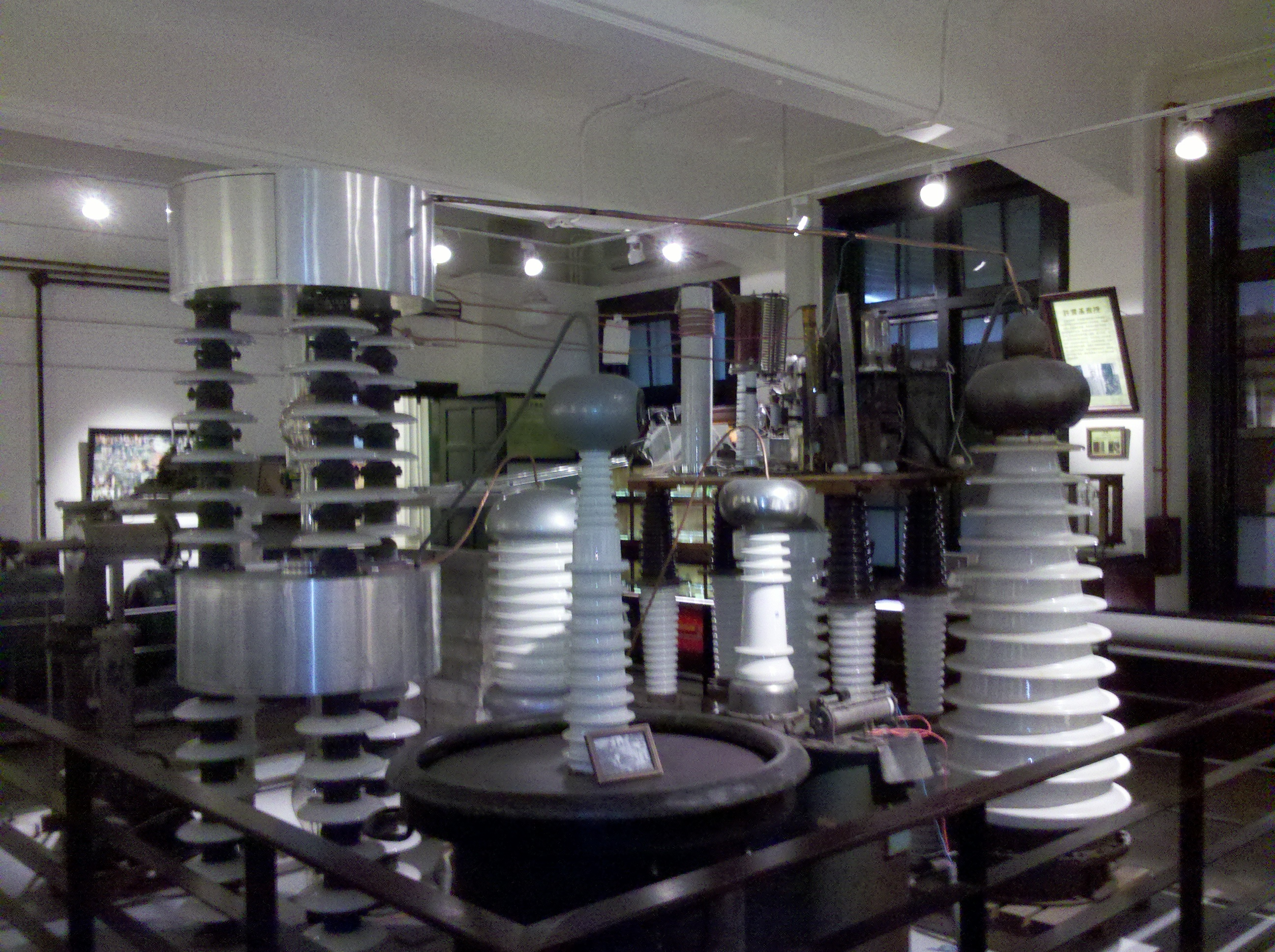
目前展示於臺大物理文物廳的考克饒夫－瓦耳頓型直線粒子加速器

1934年（昭和9年）7月25日晚間（因為白天太熱:578），荒勝文策在木村毅一與植村吉明的協助下，在臺北帝大二號館101室建造考克饒夫－瓦耳頓型加速器，成功完成人工擊破原子核實驗。此為亞洲第一次，世界第二次成功實驗:21。當時，實驗結果由木村毅一首先進行觀測，荒勝文策則於其後再度觀測之:578。該次實驗重現並證實了1
1H
 + 11
5B
 → 34
2He
反應，并发现用高速氘离子撞击锂也能使锂同位素產生2
1H
 + 6
3Li
 → 24
2He
反應:156。
為了紀念實驗的成功，眾人推舉木村毅一之提案，決定在加速器下的水泥小屋的木製門上，由木村毅一用白色油漆留下此實驗成功的日期:578。當時日本的物理學界為此實驗之成功感到震驚:106。爾後，該加速器之主設備爾後被荒勝文策攜回日本內地，但留下了相關的次要設備，成為臺大日後重建該加速器的重要基礎:121。
此後，該次實驗的加速器在戰後由臺大物理系首任系主任、與荒勝文策同為京都帝國大學畢業的戴運軌籌設重組，並由留任臺大的荒勝團隊成員河田末吉與太田賴常教授，協同許雲基、周木村、林松雲、許玉釧，於1948年再次完成人工擊破鋰原子的實驗:4。目前被國立臺灣大學校方展示於臺大物理文物廳，即原物理學講座原子核實驗室。
荒勝文策很重視對於物理師資的培養工作。1935年7月，在臺北帝大校方所舉辦的以歷史與物理學為主軸，針對中小學教師的的夏季講習會中，他以「原子人工變轉」為主題發表演說。荒勝文策也曾和應用化學教室合作，採集北投石並利用它提煉釙元素，做為核子實驗的α射線源:574，作為加速器比對能量。並且曾經利用X射線照射甘蔗以改良品種，獲得臺灣鹽水港製糖株式會社資助:575。此外，荒勝文策亦曾於1934年擔任臺北帝國大學評議會的評議員。
在1935年於臺北帝大舉辦的日本學術協會第10次大會的物理學會議中，荒勝文策報告其研究成果，受到當時應邀來臺的仁科芳雄大力激賞，很快便邀請他回京都帝國大學任教:107。後來，荒勝文策與木村毅一、植村吉明二人一同轉任京都帝國大學，專長為重水製造及分光學的太田賴常則留在臺灣，物理學講座由同為出身京都帝國大學的物理博士、專長於宇宙射線物理的河田末吉接手:119。

### 京都帝國大學時期

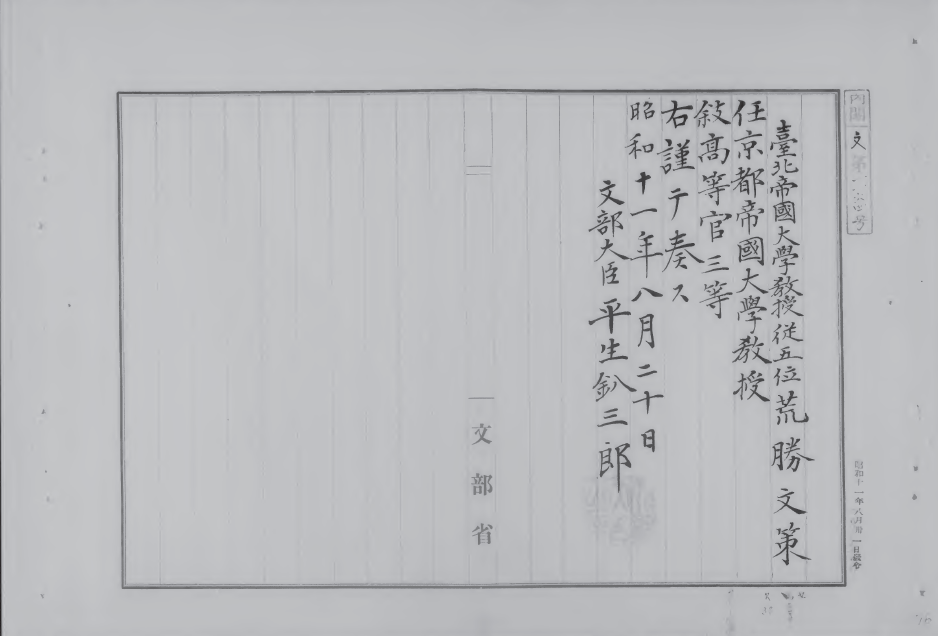
荒勝文策自臺北帝國大學轉任京都帝國大學之公文。

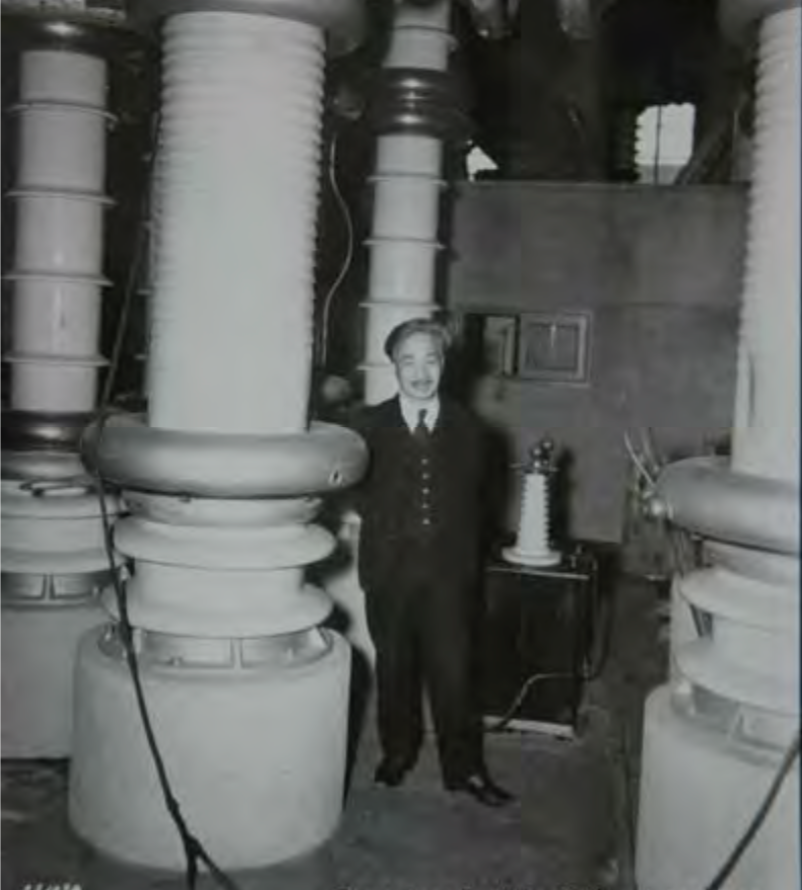
荒勝文策與京都大學加速器的合照。

荒勝文策於1936年（昭和11年）11月轉任京都帝國大學教授，接任石野又吉的物理學第四講座:88，並繼續進行其核子物理研究。他也在京大建造了考克饒夫－瓦耳頓型加速器，該加速器可將粒子加速至約50萬電子伏特的能量:575。除了利用加速器進行實驗，荒勝文策也曾與木村和植村一同利用宇宙射線進行高能物理研究，並將其實驗結果發表至1937年8月的《自然》雜誌上。另外，他也開設了實驗原子核物理學與量子力學等課程，甚至連爾後於1949年成為日本首位諾貝爾物理學獎得主的湯川秀樹也在畢業後特地回母校旁聽其課程:108。1939年，荒勝文策與萩原德太郎利用該加速器，測定出平均每次鈾原子分裂會釋出2.6顆中子，並證明核連鎖反應是可行的。

#### 原子能研究計畫時期
1941年（昭和16年），荒勝文策成功利用鋰原子與質子反應產生的伽瑪射線，使鈾原子與釷原子產生核分裂反應:575。同年，仁科芳雄開始思考原子彈實物化的可能性，並將他的結論告知當局。之後，東條英機下達研究原子彈的命令，代號為「仁計畫」或「二號計畫」。仁科芳雄招集了他的老師長岡半太郎和在1965年獲得諾貝爾物理學獎的朝永振一郎以理化学研究所（RIKEN）人員身份投入海軍核子技術研發。不過到了1943年後，當仁科芳雄告訴海軍「理論上或許可行，但可能連美國也無法成功將原子彈實用於戰爭」時，海軍便失去了興趣。而仁科芳雄只好再找其他單位來繼續支持其研究計畫。
此後，荒勝文策領導其他物理學者一同研討核能之運用以及原子彈研發的可能性。大日本帝國海軍並招集荒勝文策進行研究，成立了一個研發小組，成員包含湯川秀樹。該計畫代號為「F計畫」，其中「F」指的是核分裂（Nuclear fission）:4。原先他們主要探討核能取代化石燃料能源的相關研究。然而隨著石油的普及，以及大日本帝國在戰場上的接連失利，才開始將目標轉向原子彈的研發，取代仁科芳雄的核子計畫。荒勝文策表示，他加入此計畫的主因在於這可避免日本物理學家遭到強制徵兵。4月，荒勝文策加入日本學術研究會議，成為其會員。
最初，荒勝文策曾表示日方將無法如期使核子計畫實用於該場戰事，但海軍表示可使其作為下次戰爭的準備。荒勝文策並不採用當時日本其他研究團隊所使用的熱擴散法，而是選擇設計出一款超高速離心機將較重的鈾238離心至外壁，以提取鈾235:110。他的研究成果，也曾被美國研究原子彈的曼哈頓計劃作為數據計算上的參考:111。根據荒勝文策的日記記載，當時他們的鈾原料是從上海的黑市中取得的。荒勝文策自言：
|  | 我自小喜歡旋轉的東西，也許這是我選擇離心機的真正原因。我一輩子喜歡的研究，就是轉動體。:110 |

1945年初，由於麥克阿瑟率領的盟軍逼近日本本土，荒勝文策所領導的F計畫便遷往朝鮮咸鏡南道的興南區域。由於遷移計畫耗了約3個月的期間，美軍因此得以在日方成功製得原子彈前搶先一步投彈於日本本土。在興南的計畫主要是重水製造，但該計畫後來被蘇聯偵測到。但是直到日本投降，該計畫皆尚未成功大量生產鈾235。根據美國歷史學家约翰·W·道尔的觀點，由於當時日本政府內部的混亂以及資源的相對缺乏，致使日本核計畫未能如美國、英國與納粹德國一樣發展迅速。

#### 調查原爆災害

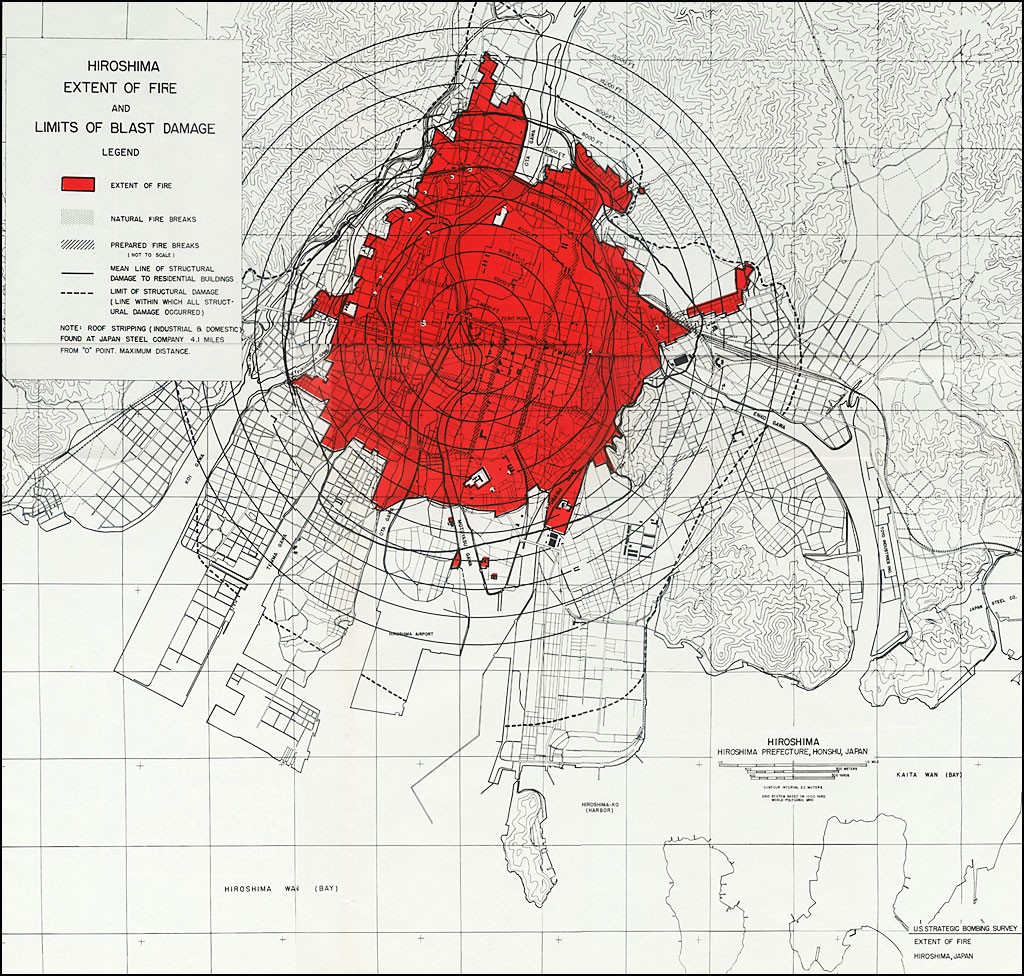
廣島原爆受災範圍示意圖。

二戰末期，美軍在廣島投下原子彈，造成广岛市原子弹爆炸。為了明白災情，荒勝文策被海軍大臣米內光政委任原子彈爆炸受害區域的調查任務，與京大醫學部的杉山繁輝教授共組原爆災害調查班，以了解原子彈的影響力。為了取樣，在毫無防護設備的情況下進入原爆災區，其調查報告數據計算之精確，震驚世界。經過計算，荒勝文策精確指出爆炸時的高度與位置，並得出閃光時間約在1/5秒至1/2秒之間:116。

#### 二戰結束後

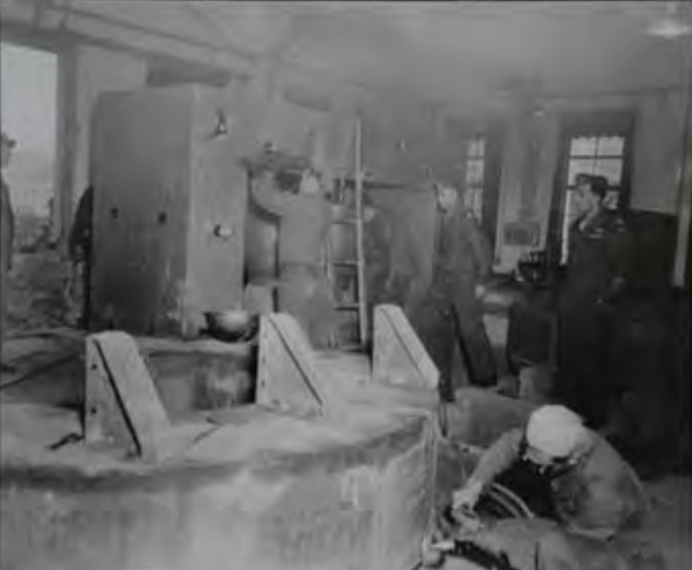
正在被拆除中的荒勝研究室加速器。

戰後，聯合國軍最高司令官總司令部（GHQ）於1945年9月28日下令禁止日本進行有關原子物理與航空學的研究:111，並拆除京都大學荒勝研究室的迴旋加速器，將之傾倒入琵琶湖。荒勝文策的大量報告與研究筆記也遭到沒收，為此他表達強烈抗議，該次拆除行動也引來了國際間的一陣撻伐:116。荒勝文策在日記中表示，該次拆除工作完全是非必要的，因為該設施是用作純學術用途的，與原子彈製造毫無關係。拆除工作由兩位來自美國海軍部的軍官監視。荒勝文策的大量報告與製作之儀器因此大量流失，但其中有部分被保留在廣島縣西南部的吳市海事歷史科學館。在拆除作業中擔任翻譯員的柏克萊加州大學名譽教授湯瑪斯·史密斯表示，他因為親身參與了侵犯荒勝教授學術成就的工作，而感到黯淡無光。拆除後，荒勝文策在日記中描述其研究室成為一片「慘澹的光景」。除了京都大學之外，該次行動也拆除了東京大學與大阪大學的加速器，這引發了包含任職於美國麻省理工學院在內的科學家們對美國陸軍的抗議，美國陸軍長官並因此引咎道歉，承認拆除行動的錯誤。
此外，中華民國國民政府為發展核子技術，曾於1946年2月25日派遣時任教育部次長顧毓琇前往日本訪問荒勝文策、仁科芳雄與湯川秀樹，希望他們能協助發展原子科學研究，然未成功。3月20日，國民政府參軍處軍務局採用原上海自然科學研究所日籍專家七人所擬向日本延攬專家之建議，其名單中包含荒勝文策、仁科芳雄、湯川秀樹、菊池正士、嵯峨根遼吉與伏見康治等，並致電中央研究院。中研院初步認為可行，但認為當時「國際間關係微妙」，因此最好「於秘密中行之」，然而後來亦未成功。
另外，荒勝文策曾在1946年7月13日到1948年7月13日這兩年的期間，擔任京都大學理學部部長:111。之後在1949年1月，荒勝文策成為新成立的日本學術會議會員。

### 晚年

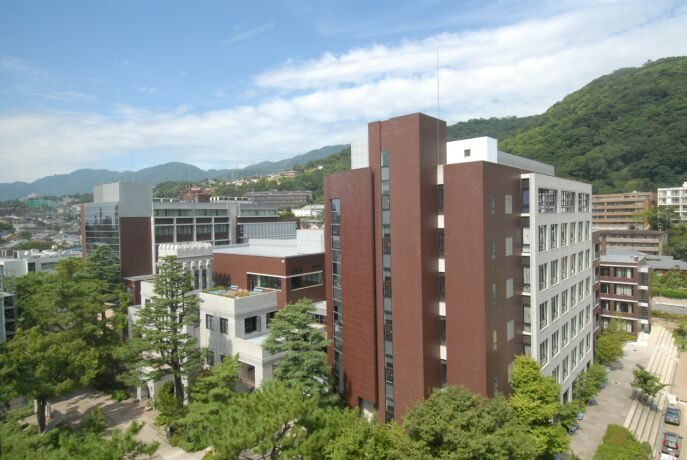
私立甲南大學校園，攝於2007年。

荒勝文策在1950年（昭和25年）時自京都大學退休，並於退休後參與創設私立的甲南大學，1951年4月成為其首任校長:575。
他以「人物育成的教育、個性尊重的教育與自育主義教育」的理念總結甲南學園創立者平生釟三郎的辦學精神。針對理工學部，他則以「加強自然科學的理論基礎，融合純科學和應用科學，培育具有創造力，能應對隨時代變化產生的新科技發展的人才」作為教育方針。
他在京都大學的核子物理研究室，也在1951年美國解禁日本核物理實驗後重啟，由木村毅一接手:575。此外，當京都大學為紀念湯川秀樹獲得諾貝爾物理學獎，而設立基礎物理學研究所的時候，他也是核心人物之一。另外，根據荒勝文策的學生、曾任職於日本原子力研究所竹腰秀邦表示，荒勝文策在甲南大學時期，曾自行設計快艇，並計劃在瀨戶內海上航行:576。
荒勝文策晚年居於神戶市東灘区，並於1961年獲得日本紫綬褒章、1965年獲勳三等旭日中綬章。1973年（昭和48年）6月25日，荒勝文策於神戶市逝世，享壽83歲，去世當年被追贈勳二等旭日重光章。

## 家庭
荒勝文策的生父是長田重（日语：長田しげ），但荒勝文策後來成為荒勝得次的養子，並從其姓氏。荒勝文策的妻子名為荒勝益（日语：荒勝ゑき），1896年生於佐賀，比荒勝文策小6歲。她是荒木郁一的長女，荒木稔的姊姊。
荒勝文策夫妻一共生有三男一女：長子荒勝巖於1920年出生，後在京都帝國大學經濟学部畢業，並曾任第三任水產廳長官與愛知用水公司的總經理，他的妻子荒勝淑子（1922年－1999年）對茶與茶道的歷史頗有研究，並曾著書論述之。二男荒勝曄在1921年出生，於京都帝國大學工学部畢業，並與北海道帝国大学總長今裕的二女兒今典子結婚。荒勝曄曾對铜冶炼炉渣進行相關研究。三男荒勝豐在1927年出生，於京都帝國大學理學部畢業，並曾任甲南大学教授。荒勝豐主要致力於研究銅離子對酵母菌生長的影響，以此主題得到京都大學理學博士學位，並在爾後成為甲南大學名譽教授:15。荒勝豐也曾經在2013年時擔任過日本蘭協會的名譽審查員。長女荒勝百合子於1925年出生，於京都第一高等女學校畢業。

## 學術著作
根據日本物理學會於1985年所做的統計，荒勝文策在截至1945年之前，在各科學期刊上共發表22篇論文。其中於日本國內的有19篇、海外則有3篇。下列為部份荒勝文策曾發表之相關學術著作與論文：
- 《力學》，1951年[19]。
- 《近代物理學》，1968年[73]。
- 《氫原子連續光譜與其位於巴耳末系之譜線》[注 5]，1932年[74]。
- 《分子中的角動量守恆定律或總波函數之對稱／反對稱守恆（玻色統計或費米統計）》[注 6]，1932年[74]。
- 《論無電極環形放電通過含氫氣長管之一些特有現象》[注 7]，1932年[74]。
- 《論反常伽瑪射線的吸收（電子靜止質量的量子躍遷可能性）》[注 8]，1932年[74]。
- 《無電極環形放電通過鉀氣體》[注 9]，1932年[74]。
- 《無電極環形放電所導致的氣體激發》[注 10]，1932年[74]。
- 《朝鮮咸鏡北道茂山含鐵區的地質記錄》[注 11]，1933年[74]。
- 《關於自旋角動量守恆在鋰原子人工衰變之適用性》[注 12]，1934年[74]。
- 《原子人工遷變與電機工學的文化》，1935年[75]。
- 《特定輕元素被氫離子與氘離子撞擊的人工核遷變實驗研究（鋰-6與硼-11之兩種不同衰變路徑相對出現機率）》[注 13]，1936年[76]。
- 《由宇宙射線引發的鉛中子釋出》[注 14]，1937年[33]。

## 外部連結

### 臺大物理文物廳
- 臺灣大學原子核物理實驗室簡介 （页面存档备份，存于）（繁體中文）
- 臺灣大學物理文物廳簡介影片 （页面存档备份，存于）（繁體中文）
- 臺灣大學物理文物廳 （页面存档备份，存于）（繁體中文）

### 相關學校與科系
- 國立臺灣大學物理學系 （页面存档备份，存于）（繁體中文）
- 京都大学物理與天文學系 （页面存档备份，存于）（日語）
- 私立甲南大學 （页面存档备份，存于）（日語）

### 家庭簡介
- 荒勝文策　-原子核物理学者- （页面存档备份，存于）（日語）

| 教育職務               | 教育職務                        | 教育職務        |
| ---------------------- | ------------------------------- | --------------- |
| 臺北帝國大學物理學講座 |                                 |                 |
| 首任                   | 講座教授 1928年12月 ~ 1936年8月 | 繼任： 河田末吉 |